# Sachsiskt-Thürinskt varmblod
Det sachsiskt-thürinska varmblodet är en hästras från Tyskland som främst avlas i Sachsen och Thüringen. Rasen är en ganska kraftig varmblodshäst och användes förr som arbetshäst eller körhäst men har idag blivit vanligare som ridhäst. Idag avlas många olika sorters varmblod i just Sachsen och Thüringen, bland annat även sachsen-anhaltiner, sachsiskt varmblod och thürinskt varmblod som alla ingår under sachsiskt-thürinskt varmblod.

## Historia
Det tunga varmblodet har sin grund i flera olika sorters varmblod som avlades i Sachsen och Thüringen, bland annat hästar med härstamning i den tyska oldenburgaren och den holländska frieserhästen. I samma område avlades även det sachsisk-thürinska kallblodet och många gånger korsades dessa vilket till slut gav det sachsiskt-thürinska varmblodet en kraftigare exteriör. Det nya varmblodet var eftersökt som kavallerihäst, körhäst och arbetshäst inom lättare jordbruk.
Under 1960-talet började intresset för ridsport öka över hela världen och korsningarna med det tyngre kallblodet upphörde. Dock var varmblodet fortfarande ganska tungt och en mer selektiv avel utfärdades för att göra varmblodet lättare. Dock kunde man inte göra varmblodet mycket mindre utan att utavla med andra raser så det sachsiskt-thürinska varmblodet förblev något tung. Under 1970-talet skickades flera hingstar och ston till Statsstuteriet för att förbättras och eventuellt minska i storlek. 1977 hade man fått fram 10 avelshingstar med en bättre exteriör. 
1981 fick rasen sin egen stambok och en sammansatt standard och kallades för sachsiskt varmblod eller thürinskt varmblod beroende på var de föddes upp. Mot slutet av 1900-talet slogs stamböckerna ihop för alla varmblod inom Sachsen och Thüringen och blev en gemensam ras.
Idag är rasen fortfarande ganska tung men mer lämpad för ridning än förut, även om de fortfarande är utmärkta som körhästar. År 2005 fanns ca 1140 avelshästar i stamboken.

## Egenskaper
Det sachsiskt-thürinska varmblodet är kraftig och muskulös och mycket tyngre än de flesta andra tyska varmblodshästar. De är oftast runt 160 cm men mankhöjden kan variera mellan 157 och 165 cm. De tillåtna färgerna är brun, svart, skimmel och fux. Men över hälften av hästarna är bruna eller svarta. Vita tecken i ansikte eller på benen är inte önskvärt men om de förekommer får de inte vara stora. 
Exteriören är kraftig med ett väl musklat kors och ett stort bröstomfång. Halsen är smal och huvudet är långt med fina drag, stora ögon. Kroppen är något rektangulär. Benen är kraftiga och starka. Enligt tradition brännmärks hästarna från Sachsen med en kungakrona med ett S inuti och hästar från Thüringen brännmärks med en stiliserad gran.
Varmblodet är lämplig som ridhäst inom alla discipliner som banhoppning och dressyr, men har nått störst framgångar inom tävlingskörning.